# Александър Прокофиев-Северски
Александър Николаевич Проко̀фиев-Севѐрски (на руски: Александр Николаевич Прокофьев-Северский; на английски: Alexander Nikolaievich Prokofiev de Seversky, на грузински: ალექსანდრე ნიკოლაის ძე სევერსკი; по-известен като Александър Северски) е руски пилот и изобретател, впоследствие американски авиоконструктор, индустриалец и учен-анализатор. Основаната от него авиостроителна компания Seversky Aircraft Corporation произвежда няколко много сполучливи типа самолети, приети на въоръжение в американската армия и е в основата на станалата световноизвестна Republic Aviation.

## Ранни години
Александър Прокофиев-Северски е роден на 7 юни 1894 г. в гр. Тифлис в семейството на потомствени дворяни. Мъжете в рода Прокофиеви традиционно избират военната кариера, като единственото изключение е бащата му Николай Прокофиев, който избира попрището на оперетен артист – притежава малък оперетен театър, с който изнася представления в различни краища на Руската империя (по време на негов гастрол в Тифлис се ражда и синът му Александър). По-късно, след като материалното състояние на семейството значително се подобрява, те окончателно се установяват в Петербург. Артистичният псевдоним на бащата Николай е Северски и става част от фамилията на Александър. Освен името, бащата предава на сина си и любовта към авиацията – Николай Прокофиев-Северски е сред първите летци-любители в Русия, като дори притежава собствен самолет.

## Първа световна война. Военен летец
Александър Прокофиев-Северски продължава родовата традиция – завършва Морския кадетски корпус и в самото начало на Първата световна война постъпва като юнкер в Балтийския флот. През декември 1914 г. получава званието мичман и постъпва в училище за пилоти към организираните авиационни отряди към флота за бомбардировки и морско разузнаване. През май 1915 г. е отчислен от училище заради неизпълнение на заповед, но в края на юни завършва пилотското си обучение в Балтийския флот, получавайки званието „морски летец“.
Като морски летец е зачислен във 2-ра хидросамолетна станция, откъдето с 2-местен хидросамолет започва да изпълнява бойни задачи. На 15 юли при атаката на германски разрушител в Рижкия залив самолетът му е повреден и се налага принудително приводняване. При удара във водата детонира останала на борда 4-kg бомба, която убива наблюдателя и ранява тежко пилота. Северски е спасен от намиращи се наблизо руски кораби. Вследствие на раняването десният му крак е ампутиран под коляното и е поставена протеза, а Александър Прокофиев-Северски е обявен за негоден за летец.
В началото на 1916 г. заема длъжността старши инспектор по морската авиация на Петроградския военен окръг, наблюдаващ производството на хидроплани в Петербургския авиационен завод. Там по негови проекти е усилено въоръжението на машините, монтирани са картечници за самоотбрана и бронирани плочи за защита на екипажа. Междувременно Северски се е възстановил от раняването и, макар с протеза, свободно танцува, кара кънки и плува, като непрекъснато настоява да бъде допуснат отново да лети, но среща отказите на лекарските комисии. За да ги убеди в годността си, Северски се решава на отчаяна постъпка – излита без разрешение с новопроизведен самолет. След приземяването си веднага е арестуван, но тази му постъпка става известна в целия Петербург и лично на император Николай II, който издава специален указ за освобождаването на Северски и назначаването му за пилот.
След завръщането си на предната линия Северски участва активно в бойните действия, като същевременно продължава да прави подобрения в самолетите, с които лети. Не след дълго му е присвоено званието поручик, а през февруари 1917 е назначен за командир на 2-ри морски изтребителен авиоотряд „Ж“. В средата на октомври 1917 г. е произведен в капитан ІІ ранг и награден с орден Св. Георги 4-ти клас; по това време приключва и активната му военна служба – завършва Първата световна война с 3 потвърдени и 13 вероятни въздушни победи.

## САЩ. Помощник военен аташе
В края на октомври – началото на ноември 1917 г. е назначен за помощник на военноморския аташе в руското посолство във Вашингтон, САЩ. При оформянето на документите се оказва, че двойното му фамилно име не може да се побере в предвидените графи и е взето компромисно решение – в паспорта, който е на френски език, е записан като Александър де Северски, тъй като държи на благородническия си произход. Оттогава до края на живота си, Александър Прокофиев-Северски остава с името Александър де Северски.
Точно преди заминаването му за новата месторабота в Русия избухва Октомврийската революция. Заминава за САЩ през Сибир, като по пътя едва не е разстрелян от матроси-болшевики, но в крайна сметка успява да стигне до Вашингтон. Там постъпва на работа в руското посолство. След сключването обаче на сепаративния мир между Съветска Русия и Германия посолството е закрито, а Северски започва да търси начини за издръжка.

## САЩ. Seversky Aero Corporation
Работи като инженер-консултант и пилот-изпитател, разработвайки собствен модел бомбардировъчен прицел. През 1921 г. се запознава с ген. Уилям Мичъл, който, впечатлен от познанията му, го препоръчва за съветник във военното министерство на САЩ по въпросите на авиацията, а между двамата се създава добро приятелство и сътрудничество.
През 1922 г. бомбардировъчният прицел е готов и с парите от продажбата на патента му през 1923 г. Северски основава първата си авиокомпания – Seversky Aero Corporation, за да реализира идеите си за авиационни изобретения. Сред по-важните продукти на фирмата са система за автоматичен контрол на отнасянето на самолета от страничен вятър, устройство за дозареждане с гориво по време на полет и др. През 1927 г. получава американско гражданство и военното звание майор; фирмата му се радва на добри търговски успехи, но настъпилата световна икономическа криза довежда до нейния фалит през 1929 г.

## Seversky Aircraft Corporation
На 16 февруари 1931 г., с покрепата на милионера Едуард Мур и други инвеститори, Александър Северски основава новата компания Seversky Aircraft Corporation, в която привлича няколко талантливи инженери от руски и грузински произход – негови първи помощници са грузинците Михаил Григоришвили (известен като Майкъл Грегор) и Александър Картвели, който е в основата на някои от най-успешните конструкции на фирмата. Самият Северски е едновременно президент, главен конструктор и шеф-пилот. Първият самолет на Seversky Aircraft е хидропланът SEV-3, замислен от Северски, в чиято разработка основен дял има А. Картвели.
Самолетът се оказва изключително сполучлив и с голям потенциал – развитието на конструкцията преминава през изтребителите P-35 и P-43 Lancer, за да завърши в P-47 Thunderbolt, в чието създаване обаче Северски, строго погледнато, не участва. Той съвместява работата си в Seversky Aircraft и с изобретателска дейност. В периода 1931 – 1940 г. създава най-различни изобретения, намерили приложение както в авиационната, така и в автомобилната промишленост.
През 1939 г., използвайки отсъствието на Северски, който тогава обикаля Европа, търсейки клиенти за фирмата, бордът на директорите на Seversky Aircraft го сваля от всички заемани длъжности. Обвиненията към него са главно за високите разходи за изследвания, както и в нарушения на оръжейното ембарго (продажба чрез трето лице на 20 бойни самолета на Япония). В действителност зад обвиненията стои близостта на Северски с ген. Уилям Мичъл, изпаднал в немилост пред консервативните кръгове в Пентагона заради революционните си идеи . Всички опити на Александър Северски да докаже правотата си са напразни и, дълбоко обиден, той завинаги се оттегля от конструкторска дейност. След него компанията е реорганизирана и продължава съществуването си под името Republic Aviation Corporation.

## След бизнеса
След оттеглянето си от бизнеса Северски се занимава с експертни анализи и консултации в областта на авиацията. През 1942 г. излиза първата му книга „Victory Through Air Power“ („Победа чрез въздушна мощ“), която става бестселър № 1 на Ню Йорк Таймс за август-септември 1942 г. – продадена е в 5-милионен тираж и филмирана през 1943 г. Книгата и филмът привличат общественото внимание и провокират национален дебат за стратегическата въздушна мощ . Негови идеи са в основата на създаването на Strategic Air Command (Стратегическото командване на американската авиация), както и в разработката на бомбардировачи като B-36 и B-47 Stratojet.
По поръка на американското правителство присъства на първия разпит на пленения Херман Гьоринг; посещава градовете Хирошима и Нагасаки след атомните бомбардировки, за запознаване с резултатите от използването на ядрено оръжие, а през 1946 г. присъства и на ядрените опити на атола Бикини.
През следвоенните години Северски продължава да изнася лекции и публикации по въпроси, свързани със стратегическата употреба на авиацията; бестселърът му от 1942 г. е последван от още 2 книги: „Air Power: Key to Survival“ (1950) и „America: Too Young to Die!“ (1951). Връща се и към изобретателска дейност – създава въздухопречиствателен електростатичен филтър и патентова идеята за летателен апарат, задвижван на революционно нов принцип – т. нар. йонокрафт .

## Личен живот
През 1923 г. Александър де Северски се жени в Ню Орлиънс за Евелин Олифант, която споделя страстта на съпруга си към авиацията – самата тя става пилот и дори поставя няколко рекорда за жени, а сред нейните приятелки е известната авиаторка Амелия Еърхарт. Северски е известна публична личност, но ревниво пази личния си живот от пресата.

## Отличия
Руски отличия
- Орден Света Ана 4-та степен
- Орден Свети Станислав 3-та степен
- Орден Свети Владимир 4-та степен
- Орден Свети Георги 4-та степен
- Златно оръжие „За храброст“ (Георгиевско оръжие)

Американски отличия
- Награда „Хармън“ (Harmon Trophy) през 1939 и 1947 г.
- Медал за заслуги (Medal for Merit) лично от президента на САЩ Хари Труман през 1945 г.
- Медал за отлична служба (Exceptional Service Medal) през 1969 г.

През 1970 г. Александър де Северски получава своето място в Националната авиационна зала на славата на САЩ, а неговото име носи кампус на Нюйоркския технологичен университет.

## Смърт
Александър Де Северски умира на 80-годишна възраст от дихателна недостатъчност на 24 август 1974 г. в Ню Йорк. Погребан е в гробището Уудлоун в Бронкс.